# Sitinjo I
Sitinjo I is een bestuurslaag in het regentschap Dairi van de provincie Noord-Sumatra, Indonesië. Sitinjo I telt 1652 inwoners (volkstelling 2010).